# Kaniška Iva
Kaniška Iva je naselje u Republici Hrvatskoj, u sastavu Grada Garešnice, Bjelovarsko-bilogorska županija. 

## Gospodarstvo
- Messer - Ribnjaci Poljana, proizvodnja tehničkih plinova[4]
- ribogojilište Riba d.d., uzgoj slatkovodne ribe i mlađi[5][6]
- Ribnjačarstvo Poljana d.d., proizvođač slatkovodne ribe u Republici Hrvatskoj, nositelj znaka Izvorno hrvatsko[7]

## Stanovništvo
Prema popisu stanovništva iz 2001. godine, naselje je imalo 510 stanovnika te 174 obiteljskih kućanstava.
| broj stanovnika | 906   | 835   | 827   | 1002  | 1067  | 1174  | 1166  | 1204  | 1105  | 1040  | 912   | 713   | 630   | 519   | 510   | 466   | 370   |
|                 | 1857. | 1869. | 1880. | 1890. | 1900. | 1910. | 1921. | 1931. | 1948. | 1953. | 1961. | 1971. | 1981. | 1991. | 2001. | 2011. | 2021. |

## Spomenici i znamenitosti
- Crkva sv. Jurja mučenika i Srca Marijina u Kaniškoj Ivi

## Šport
- NK Ribar, nogometni klub